# 杨新丽
杨新丽（1964年—），河北深州人，汉族，中华人民共和国政治人物、第十二届全国人民代表大会河北地区代表。
毕业于河北省委党校在职研究生班。2013年，被选为全国人大代表。